# Servius Cornelius Lentulus (Konsul 303 v. Chr.)
Servius Cornelius Lentulus war ein römischer Senator und Politiker.
Servius Cornelius Lentulus gehörte zum Zweig der Lentuli der Familie der Cornelier. Im Jahr 303 v. Chr. erreichte er zusammen mit seinem Amtskollegen Lucius Genucius Aventinensis mit dem Konsulat das höchste reguläre römische Staatsamt.